# Список персонажів «Fate/stay night»
В цьому списку знаходиться інформація про героїв візуальної новели Fate/Stay Night та її аніме-екранізації.

## Головні герої

Емія Шіро

Мато Сакура

Іліясвіль фон Айнсберн

Емія Шіро (яп. 衛宮 士郎) — учень другого класу старшої школи міста Фуюкі. Втратив своїх батьків в минулій війні Святого Грааля 10 років тому. Його прийомний батько — Емія Кіріцугу — був магом і брав участь у війні як майстер. Він став для юного Шіро прикладом для наслідування, оскільки прагнув допомагати всім людям, використовуючи свої здібності. При цьому Кіріцугу не зважився навчити Шіро яким-небудь чарам. Після смерті прийомного батька, за Шіро почала наглядати Фуджімура Тайга — внучка старого друга Кіріцугу та вчителька в школі.
Ставши учасником чергової війни за Святий Грааль, Емія Шіро не бажає ні з ким битися, але дізнається, що та катастрофа, через яку загинули всі його близькі, — це породження Грааля. Якщо цей артефакт потрапить до рук божевільного — ця катастрофа може повторитися знову. Емія Шіро володіє рідкісною для мага здатністю — «трейсингом» (від англ. To trace — «знімати копію») — копіюванням і створенням об'єктів і речей. Він здатний створювати точні копії будь-якої зброї і будь-яких артефактів, які йому доводилося побачити. Він здатний скопіювати речі навіть якщо енергія, потрібна для копіювання їх властивостей, перевищує його повний запас мани.

Тосака Рін

Слуга: Сейбер
Сейю: Сугіяма Норіакі
Тосака Рін (яп. 遠坂 凛) — дівчина з паралельного класу Шіро. Представниця династії магів, які брали участь в кожній війні, починаючи з найпершої. Маги династії Тосака відвіку накопичують магічну енергію в коштовних каменях, які, після заповнення до межі, можуть служити резервними джерелами магічної сили. Рін рішуче налаштована на участь у війні і готується призвати Сейбер, але помилково викликає замість неї Арчера, що плутає всі її плани. Спершу, зустрівши Шіро, бачить в ньому ворога, але з часом, стає його надійним союзником і другом. Дизайном та характером персонаж дуже нагадує Аску з Євангеліону.
Слуга: Арчер
Сейю: Уеда Кана
Мато Сакура (яп. 間桐 桜) — близька подруга Шіро, що піклувалася про нього ще коли той постраждав в катастрофі 10 років тому і яка допомагає йому з цього дня. Її предки (династія Макірі) були сильними магами, але з часом їх рід втратив талант до чар, тож магічні навички Сакури невеликі. Дуже любить Шіро, але боїться йому в цьому признатися.
Сакура стала жертвою жорстоких магічних експериментів свого діда, Мато Зокена. Через них вона втрачає контроль над собою і отримує інші здібності, відмінні від можливостей звичайних магів: управління тінями, математичними закономірностями речей, примарною суттю і так далі. Зловживання цими навичками може привести її до божевілля і втрати контролю над собою. Рін Тосака та Мато Сакура — рідні сестри, розлучені в дитинстві.
Сейю: Сітая Норіко
Іліясвіль фон Айнсберн (яп. イリヤスフィール・フォン・アインツベルン) або Ілія — маленька дівчинка, що бере участь у війні від імені сімейства Айнсберн, — того самого, представники якого і стали ініціаторами проведень воєн Святого Грааля. Живе в лісовому замку Айнсберн, в якому представники сім'ї живуть під час воєн. Дуже сильний маг. Ілія зуміла викликати Берсеркера — найсильнішого фізично слугу і з легкістю ним управляє, конвертуючи свої магічні сили в енергію для своєї слуги. Ілія, по суті, живе втілення Святого Грааля.
Любить приставати до Шіро і називати його «братиком». Спершу виступає як головний супротивник Шіро та Рін. За Ілією під час воєн стежать її служниці та охоронці: Лейсрітт і Селла.
Слуга: Берсеркер
Сейю: Кадовакі Май

## Слуги

Сейбер

Лансер

Райдер

Берсеркер

Ассасін

Гільгамеш

Кожна слуга належить до одного з 7 класів (мечник, стрілець, списник, вершник, берсеркер, вбивця та маг). Клас слузі видається відповідно до його небесного фантазму — унікальної, властивої тільки цьому слузі здібності, яка відіграє роль його найсильнішої зброї та «фірмового» удару. Кожен слуга зацікавлений в отриманні Грааля не менше свого господаря, оскільки виконання бажання чекає не тільки майстра, але і слугу. У кожного майстра (неважливо, у справжнього або тимчасового) є на руці візерунок з трьох смуг (який саме залежить від класу слуги). Це — командні заклинання. Коли майстер використовує командне закляття, слуга виконає наказ, незалежно від того, чи хоче він цього чи ні, при цьому одна зі смуг візерунку щезає. Командне закляття можна застосовувати тричі — поки не зникне остання смужка, в цьому випадку людина перестає бути майстром та програє війну.
Сейбер (яп. セイバー) — Слуга Емії Шіро. Вважає отримання Святого Грааля своєю головною метою та обов'язком. Здається холоднокровною і надміру серйозною, хоча і їй властиві людські почуття, що вона ретельно приховує. Була покликана Емією Кіріцугою в минулій, четвертій війні, але програла останній поєдинок із слугою класу стрілець. Справжнє ім'я — Артурія. Сейбер вважає, що звання короля Англії гідна інша людина, менш кровожерна і черства, ніж вона сама. З цією метою вона і бере участь в битві. Основна зброя — невидимий меч — Екскалібур — легендарний Меч Обіцяної Нагороди. Разом із Золотими Піхвами, загубленими Артурією в своєму минулому житті, які роблять власника невразливим для будь-яких атак та для будь-якої магії, утворює її найсильніший Небесний Фантазм, — «Авалон — Та Далека Утопія».
Клас «Сейбер» («Мечник») видається тільки героям, що майстрово володіють мечем. Як правило, це найкращі воїни, тому клас «Мечник» вважається найсильнішим. Один з трьох «лицарських» класів, що володіють імунітетом до сильної магії.

Арчер

Сейю: Кавасумі Аяко
Арчер (яп. アーチャー) — таємничий слуга Тосаки Рін. Стверджує, що не пам'ятає свого справжнього імені. Насправді він — слуга з майбутнього, Емія Шіро. Через декілька років після закінчення п'ятої війни святого Грааля, Шіро вирішує стати слугою, в обмін на порятунок людей від катастрофи. Проте, перший же майстер Емії використовує командне заклинання і наказує тому вбивати людей для підвищення власних сил. Пригадавши слова свого приймального батька «Порятунок одного означає загибель іншого», він розчаровується в своїх ідеалах і хоче бути покликаний в п'яту війну як слуга, щоб убити колишнього самого себе. Оскільки Арчер — це той же Емія Шіро, він володіє тими ж здібностями, причому значно покращеними. Зокрема, він може створювати замість звичайних копій зброї багато разів посилені, але розраховані на один-єдиний удар. Крім того, він майстерно володіє заклинанням «Дзеркала Душі» — Unlimited Blade Works. UBW — це замкнутий простір, в якому навички Арчера поліпшуються, дозволяючі створювати копії артефактів, за потужністю майже такі ж сильні, як і оригінали. Власних же Небесних Фантазмів у нього немає, тільки ті, які він бачив на озброєнні у інших слуг.
Клас «Арчер» («Стрілець») зовсім необов'язково видається воїнам-стрільцям. Головна умова для отримання цього класу — уміння битися в дальньому бою. Слуги цього класу володіють дуже гострим зором; також, «Стрілець» є «лицарським» класом, які мають захист від сильної магії.
Сейю: Сувабе Дзюн'іті
Лансер (яп. ランサー) — перший супротивник Арчера та Сейбер, перша слуга, з якою зіткнувся Шіро. Цінує красиві сутички, за великим рахунком бере участь у війні тільки задля перевірки власної майстерності. Його справжній майстер нікому невідомий — він був убитий вже на четвертий день війни, і Лансер став слугою Котоміне Кірея — священика місцевої церкви Фуюкі. Справжнє ім'я Лансера — Кухулін, герой кельтських міфів. Зброя — проклятий спис Ґа Бульга, що спершу ранить супротивника, а лише потім завдає удару. Два його Небесних Фантазма орієнтовані саме на його використання. «Наскрізь пронизуючий Ґа Бульга» пробиває наскрізь одного супротивника, автоматично направивши удар точно в серце супротивника, а «Наскрізь пробиваючий Ґа Бульга» здатний пронизати одного за іншим відразу декількох супротивників.
Клас «Лансер» («Списник») вважається найспритнішим з усіх. Головне для воїна-списника — уміло тримати дистанцію в ближньому бою, щоб вільно орудувати списом. Третій з «лицарських» класів.
Сейю: Нобутосі Канна
Райдер (яп. ライダー) — слуга, покликана Мато Сакурою, але потрапила під управління до її брата, Мато Сіндзі. Райдер скритна, мовчазна та обережна слуга, ненавидить свого тимчасового майстра, але відчуває симпатію до Сакури і прагне допомогти їй, коли це тільки можливо. Оскільки Мато Сіндзі не є магом, він не здатний забезпечувати Райдер маною і підтримувати її в бою, а самі її навички погіршені, тому їй доводиться нападати на людей, поглинаючи їх енергію. Як зброю вона використовує два леза зв'язані ланцюгом які можуть ставати невидимими. Справжнє ім'я Райдер — Медуза Горгона, вона здатна паралізувати супротивників самим поглядом. Оскільки це уміння неконтрольоване, Райдер постійно носить пов'язку на очах. В арсеналі Райдер — найпотужніші Небесні Фантазми після Екскалібура й Авалона Сейбер. «Андромеда: Кривавий Форт» — це енергетичне поле, що висмоктує енергію зі всіх істот, що потрапляють в нього. Головний і найсильніший Фантазм — «Беллерофонт — Покірливість Рицарства» — виклик міфічного крилатого коня, Пегаса, з крові Райдер, а потім його багатократне посилення і прискорення.
Клас «Райдер» («Вершник») — один з сильніших, але до «лицарських» не відноситься, тому слузі цього класу важко битися з магами. Цей клас також дає можливість Слузі використовувати будь-які засоби пересування, зокрема сучасні.
Сейю: Асакава Ю
Берсеркер (яп. バーサーカー) — слуга Ілії. Справжнє ім'я — Геракл — знаменитий герой грецької міфології. Його колосальні фізична сила і витривалість підкріплюються Небесним Фантазмом «Божа Рука», який дає Берсеркеру додаткові 12 життів — по одній за кожен подвиг, здійснений ним протягом життя. Також цей Фантазм дає слузі захист від будь-яких пошкоджень низького і середнього рангу і імунітет до слабкої магії. Слуги класу «берсеркер» зазвичай дикі і некеровані, проте Геракл беззаперечно підкоряється своїй маленькій господині і у всьому слухається її.
Клас «Берсеркер» — це збільшення сили, але втрата розуму. Слуга, якому привласнений цей клас, не може використовувати свої навички і повністю втрачає розум в битві; він навіть може убити свого Майстра, якщо той недостатньо сильний для контролю «Берсеркера». Проте, платою за це є значне посилення всіх характеристик Слуги, що робить його дуже небезпечним супротивником. Геракл за життя відмінно володів луком, і міг би бути віднесений до класу «Арчер», але потрапивши в клас «Берсеркер», вже не може використовувати лук, і тому як зброя використовує кам'яний меч.
Сейю: Сайдзен Тадахіса
Кастер (яп. キャスター) — слуга, що вбила свого мастера відразу після виклику, оскільки сама вона є сильним магом і підживлення маною їй не потрібне. Відразу після цього, вона сховалася в храмі Рюудоджі і об'єдналася з Кудзукі Сойчіру (вчителем школи Фуюкі, в якій вчиться Шіро), ставши його слугою. Вона планувала призвати Грааль штучним шляхом, використовуючи тіло сильного мага і всіх жителів міста. Закохана в Кудзукі. Справжнє ім'я Кастер — Медея. Небесний Фантазм — ніж Рул Брейкер — «Порушувач Правил». Випадковим чином руйнує зв'язок слуги з майстром, забороняє застосування будь-яких здібностей, або поглинає всю ману, передаючи її Кастер.
«Кастер» («Заклинатель») — клас, що видається суто сильним магам далекого минулого. На відміну від сучасних магів, Слуги класу «Заклинатель» пам'ятають стародавню, дуже могутню магію, значно сильнішу ніж сучасну. Оскільки їх єдине уміння — магія, Слуги цього класу повинні уникати відкритих сутичок, особливо з «лицарскими» класами.
Сейю: Ацуко Танака
Ассасін (яп. アサシン) — покликаний не людиною-магом, а іншим слугою — Кастером. Через це він обмежений в переміщеннях (не може вийти за межі храму Рюудоджі) та в бойових можливостях (дуже мала кількість мани пішла на його виклик). В цілому, він не займає у війні позиції слуги і служить суто як сторож, що охороняє вхід в храм. Справжнє ім'я — Сасакі Коджіро — легендарний японський майстер меча, за все своє життя, що програв лише в одному поєдинку з Міямото Мусасі. При цьому сам він називає себе ніколи не існуючим героєм стародавніх оповідей, вигаданою особою. Відповідно, ніякого мотиву в участі у війні, у нього немає. Ассасін не має небесних фантазмів, але це легко компенсується однією з його власних здібностей — Цубаме Гаєші — одночасний удар відразу в трьох площинах, що виконується з величезною швидкістю.
Клас «Ассасін» («Тихий вбивця») видається героям, які настільки добре володіють зброєю, що бій з ними, як правило, закінчується смертю супротивника. Основна особливість цього класу — це уміння слуги приховувати свою присутність, і несподіваною атакою вирішувати результат битви в свою користь. Слузі класу «Ассасін» не потрібно мати високих бойових характеристик або Небесні Фантазми, головне — чудово володіти своєю зброєю. Слуги цього класу вміють оцінювати супротивника і його зброю, і з надлюдською проникливістю знаходять прийом на будь-яку техніку битви.
Сейю: Мікі Сін'ітіро
Гільгамеш (яп. ギルガメッシュ) — проклятий слуга з минулої, четвертої, війни Святого Грааля, клас — «Арчер». У минулому — правитель стародавнього Урука. Зарозуміла і загадкова людина, головне бажання якого у війні — дістати Сейбер і зробити її власною слугою. Гільгамеш — унікальний слуга. 
В кінці минулої війни, він був поглинен Граалем і це уможливело його постійне перебування в нашому світі, але спотворило його розум та світогляд. Тепер Гільгамеш — один з найсильніших учасників війни та принципово обходиться без майстра. Ключовий Небесний Фантазм, без якого неможливе застосування яких-небудь інших — це «Брами Вавилона — Скарбниця Короля». По суті, це замкнутий простір, в якому лежить безліч зброї, що належала різним героям в різні часи. Зокрема, в скарбниці знаходиться улюблений меч Гільгамеша, званий ним Єа, який насправді не має імені. Цей стародавній меч використовується Гільгамешем для наймогутнішого Небесного Фантазма зі всіх — Енума Еліш (Enuma Elis — «Коли вгорі», частина назви стародавнього вавилонського епосу).
Сейю: Секі Томокадзу
| аніме і манґа | Це незавершена стаття про аніме та манґу. Ви можете допомогти проєкту, виправивши або дописавши її. |